# Centre Dürrenmatt

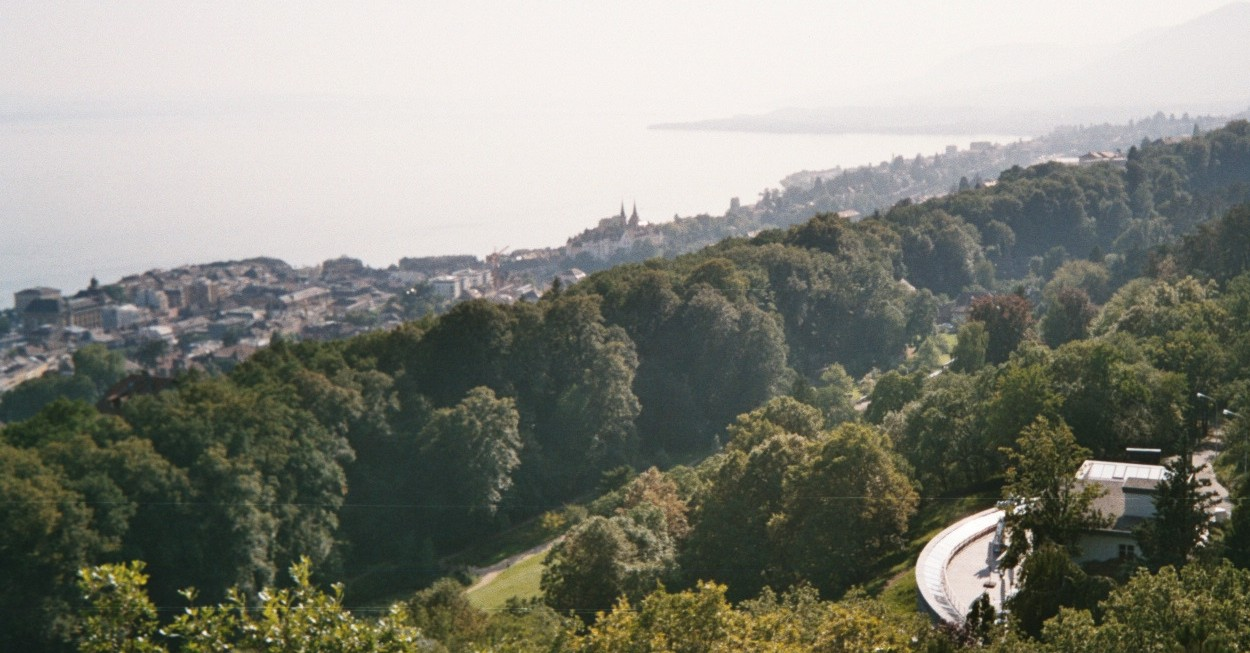
Blick über das Centre Dürrenmatt auf Neuenburg

Das Centre Dürrenmatt Neuchâtel (CDN) stellt die Gemälde und Zeichnungen von Friedrich Dürrenmatt aus. Organisatorisch bildet es einen Dienst innerhalb der Schweizerischen Nationalbibliothek, gleich wie das Schweizerische Literaturarchiv, mit dem es eng zusammenarbeitet.
Das Centre Dürrenmatt, das im Herbst 2000 oberhalb von Neuenburg eröffnet wurde, residiert in dem ersten Haus, das Dürrenmatt in Neuenburg im Jahre 1952 bezogen hatte. Der Schweizer Architekt Mario Botta hatte das Mandat zum Umbau des Hauses inne.
Als ein Ort der Diskussion und der Forschung fördert das Centre die kritische Auseinandersetzung mit dem bildnerischen und literarischen Werk Dürrenmatts. Neben Wechselausstellungen ist die Dauerausstellung «Friedrich Dürrenmatt, Schriftsteller und Maler» öffentlich zugänglich. Es finden regelmässig Lesungen, Konzerte, Kolloquien und Debatten statt. Neben den zahlreichen Exponaten zu seinem schriftstellerischen Werk (etwa Manuskript-Skizzen samt handschriftlichen Anmerkungen) und zuvor selten gezeigten Bildern bietet das Centre auch einen weiten Blick über den Neuenburgersee bis zu den Berner Alpen.

## Geschichte
Friedrich Dürrenmatt bezog 1952 sein Haus oberhalb der Stadt, wo er bis zu seinem Tod am 14. Dezember 1990 lebte und arbeitete (wenn auch später in einem anderen, darüberliegenden Gebäude). In einigen seiner Werke hat er dieses Leben jenseits des Röstigrabens thematisiert, insbesondere die Tatsache, dass er ab 1952 im französischsprachigen Teil lebte, aber auf Deutsch schrieb. Nach seinem Ableben wurde sein vormaliges Haus baulich adaptiert und erweitert, sodass darin ein Museum eingerichtet und im September 2000 offiziell eröffnet werden konnte.

## Architektur

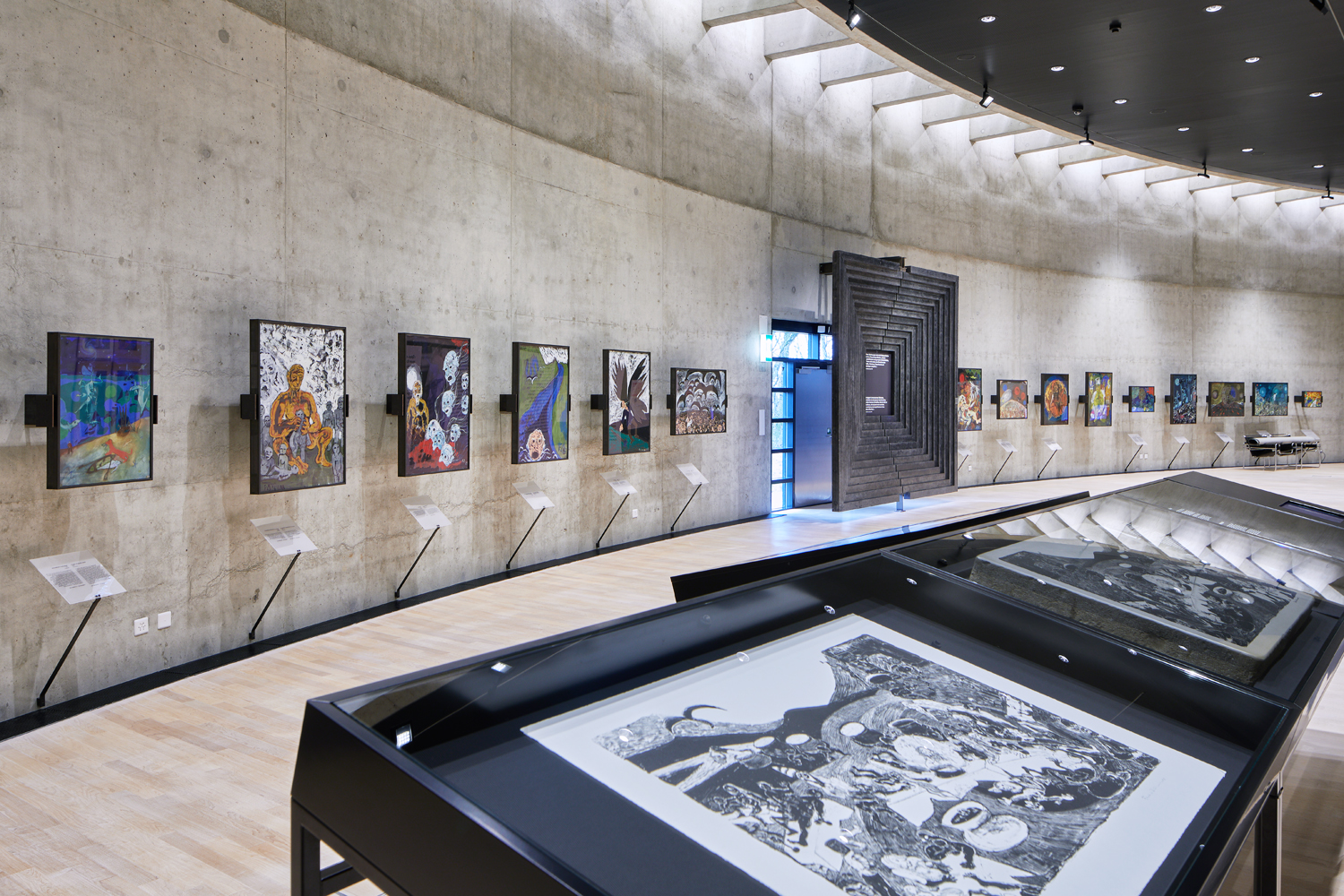
Centre Dürrenmatt, grosser Saal

Der Architekt Mario Botta (* 1943) erachtet Friedrich Dürrenmatt als «eine der hellsinnigsten Persönlichkeiten des 20. Jahrhunderts». Er sagte sofort zu, als der Bund ihn beauftragte, ein Museum zur Vermittlung von Dürrenmatts Werk zu entwerfen.
In seinem Konzept integrierte Botta die erste Villa, in der Dürrenmatt und seine Familie ab 1952 lebten. Die Architektur nutzt die Besonderheiten des Ortes und steht in einem Dialog mit dem Werk des Schriftstellers und Malers. Die zahlreichen Zugänge zu den Räumen nehmen beispielsweise auf das Thema Labyrinth Bezug und die Turmkonstruktion greift das Motiv des Turmbaus zu Babel auf. Die Terrasse erinnert an eine weltoffene Theaterbühne. Bottas Idee, die Ausstellungsräume unterirdisch zu erweitern, ist ebenfalls von Dürrenmatts Werk inspiriert: «Er war ein Schriftsteller, der die Tiefen der menschlichen Seele ergründet hat. Deshalb gefiel mir die Idee, mit dem Museum ins Innere der Erde zu dringen.»

## Bibliothek

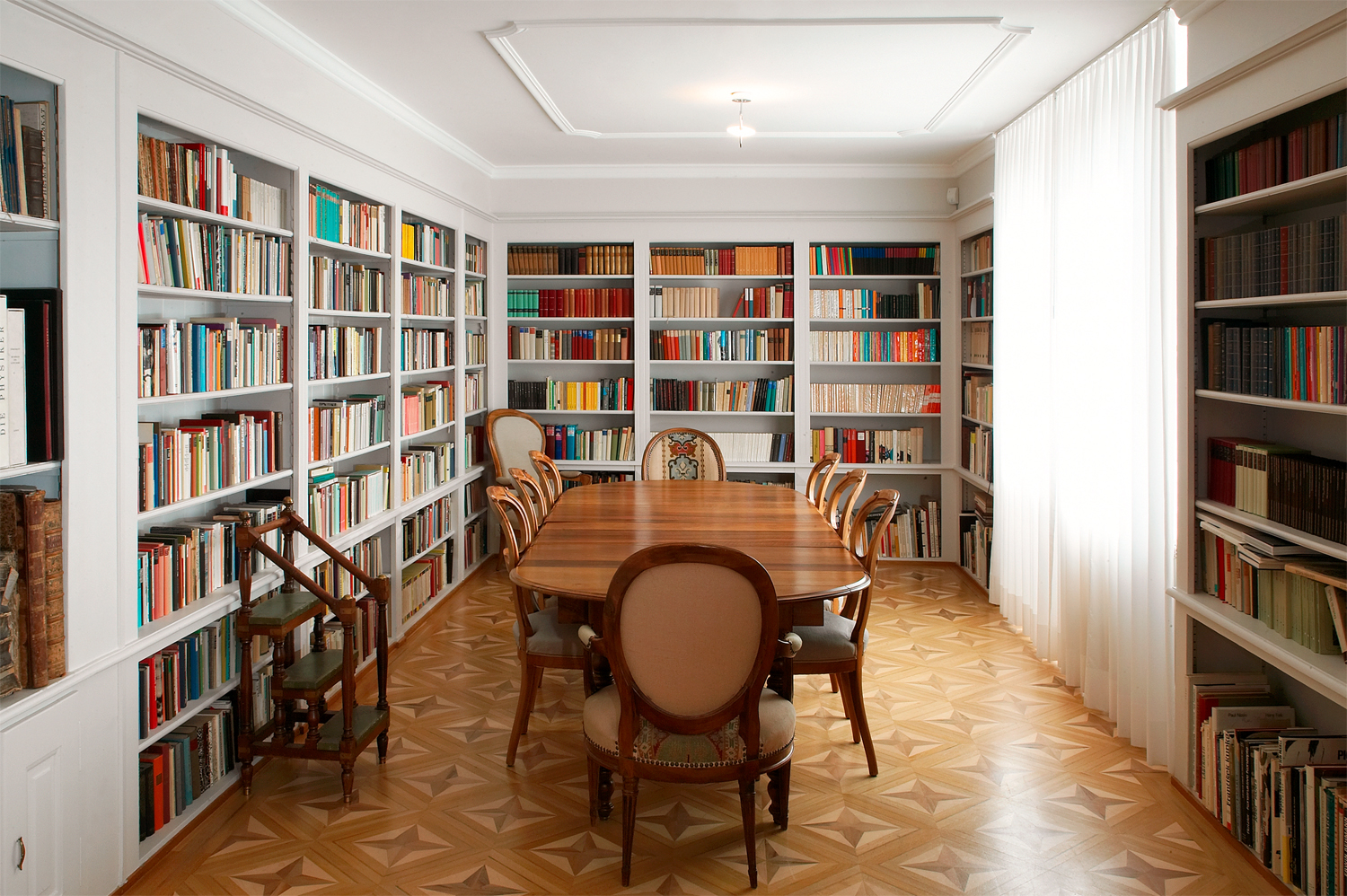
Bibliothek von Friedrich Dürrenmatt in seinem Familienhaus, heute Teil des CDN

Friedrich Dürrenmatt liebte es, in seiner Bibliothek Kaffee zu trinken, zu lesen oder sich dort mit seinen Besuchern zu unterhalten. Der Raum enthält die Originalmöbel und über 4.000 Werke der Weltliteratur. Dazu gehören Dürrenmatts Lieblingsklassiker – darunter Werke von E.T.A. Hoffmann und Gotthold Ephraim Lessing –, Schriften seiner Zeitgenossen wie Max Frisch oder Paul Celan sowie zahlreiche Kunstbücher und Karikaturensammlungen. Dürrenmatt ordnete seine Bücher nach den Sprachen der Autoren, las aber überwiegend deutsche Übersetzungen.
In der Bibliothek seiner zweiten Villa befinden sich weitere 4.000 Bücher. Dabei handelt es sich hauptsächlich um philosophische und wissenschaftliche Werke, die von Dürrenmatts vielfältigen Interessen und seiner kosmologischen Denkweise zeugen. Einige dieser Bücher inspirierten sein literarisches und malerisches Schaffen direkt oder indirekt.

## Ausstellungen

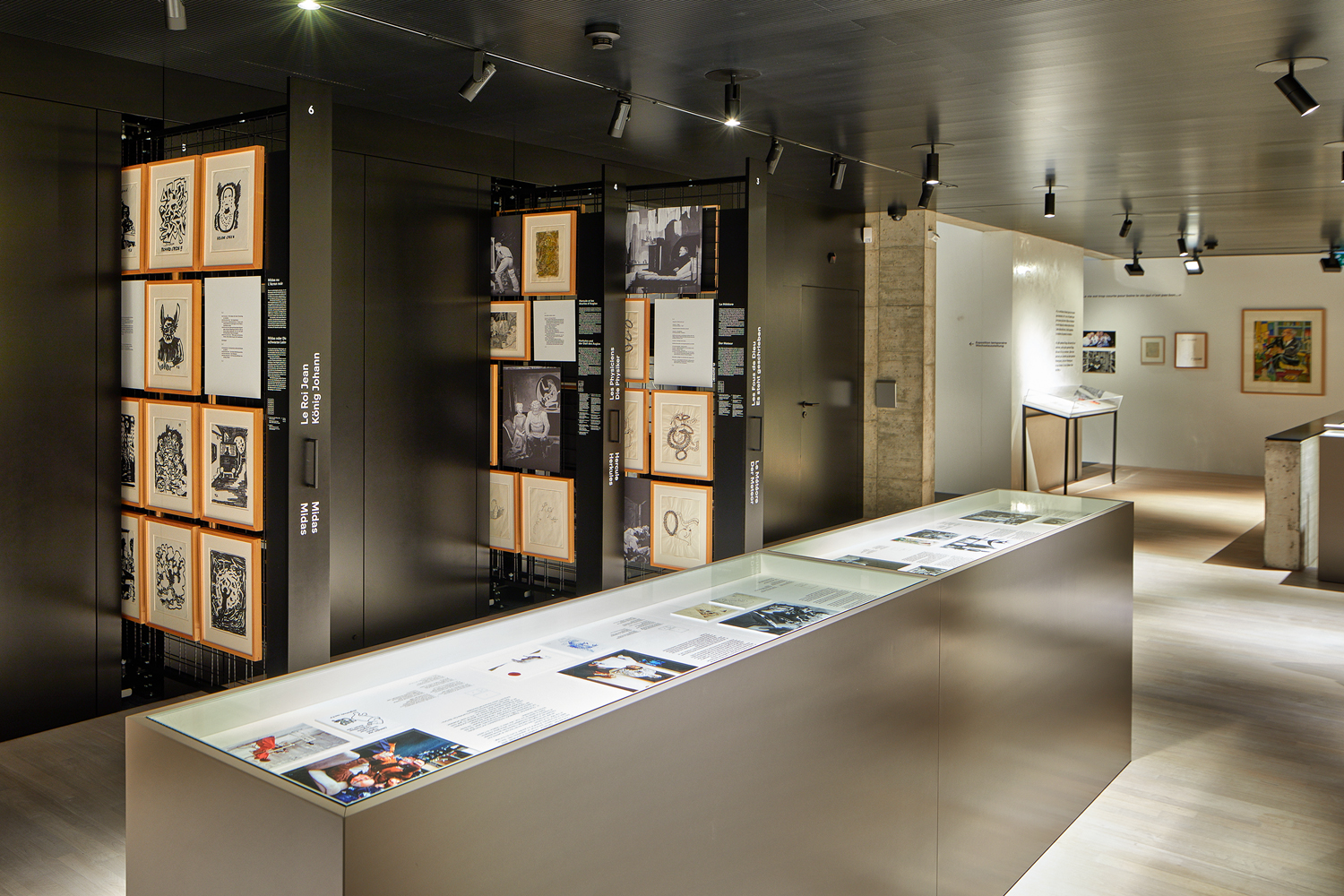
Centre Dürrenmatt, Dauerausstellung

Die Dauerausstellung des Centre Dürrenmatt Neuchâtel (CDN) vermittelt sein bildnerisches und literarisches Werk, thematisiert seine Biografie sowie die Ausstrahlung seines Schaffens und die Aktualität seines Denkens. Die 2021 erneuerte Ausstellung zeigt die vielseitigen Facetten seines Werks auch mit interaktiven Stationen.
Im Bereich der Cafeteria ist Dürrenmatts Sixtinische Kapelle zu sehen, die der Autor ironischerweise als Wandgemälde in seiner Toilette bezeichnet hat.
Parallel dazu veranstaltet das CDN Wechselausstellungen über Dürrenmatt. Regelmäßig werden Künstler eingeladen, sich mit einem Thema aus Dürrenmatts Werk zu beschäftigen.

### Wechselausstellungen
- Friedrich Dürrenmatt – Endspiele, 6. April bis 26. Oktober 2003
- Dieter Roth – La Bibliothèque, 6. April bis 26. Oktober 2003
- Das Theater von Friedrich Dürrenmatt in Bulgarien, 7. Mai bis 20. August 2004
- Gotthelf – Dürrenmatt oder die Moral im Emmental, 30. Oktober 2004 bis 30. Januar 2005
- Varlin – Dürrenmatt Horizontal, 24. April bis 31. Juli 2005
- Hanny Fries: Dürrenmatt im Schauspielhaus Zürich, 17. September bis 17. Dezember 2006
- Dürrenmatt und die Mythen: Zeichnungen und Manuskripte, 11. Februar bis 30. April 2007
- Am Rande der Sprache, vom 19. Mai bis zum 2. September 2007
- Pavel Schmidt – f.k. – Kafka-Zeichnungen, 19. Oktober 2007 bis 10. Februar 2008
- Topor – Enzyklopädie des Körpers, 16. März bis 11. Mai 2008
- Paul Flora – Königsdramen,  18. Mai bis 31. August 2008
- Prag 1968 – 40 Jahre Prager Frühling,  14. September bis 19. Oktober 2008
- Piranesis Carceri,  10. Dezember 2008 bis 8. Februar 2009
- Karikaturen: Sempé, Bosc, Chaval, Ungerer,  15. Februar bis 31. Mai 2009
- Pier Paolo Pasolini. Wer ich bin – Qui je suis,  14. Juni bis 6. September 2009
- Martial Leiter – Guerres,  25. September 2009 bis 31. Januar 2010
- Dürrenmatt als Karikaturist: Neuerwerbungen,  3. Februar bis 16. Mai 2010
- La Panne de Friedrich Dürrenmatt,  28. Mai bis 20. Juni 2010 (extra muros)
- Günter Grass – Bestiarium,  5. Juni bis 12. September 2010
- L’esprit Dürrenmatt,  26. September 2010 bis 20. März 2011[4]
- Mario Botta. Architektur und Gedächtnis,  2. April bis 14. August 2011
- MY-THOLOGY,  4. September bis 18. Dezember 2011 (Videokünstlerin Elodie Pong[5])
- Gezeichnete Aphorismen – Karikaturen und Zeichnungen von Friedrich Dürrenmatt,  25. Januar bis 15. April 2012
- Walter Jonas. Maler, Urbanist und Wegbereiter,  22. April bis 15. Juli 2012
- Friedrich Dürrenmatt – Porträts und Selbstporträts,  18. Juli bis 16. September 2012
- Tell(e) est la Suisse – das Kreuz mit dem Kreuz,  23. September 2012 bis 10. Februar 2013 (Karikaturen von Jules Stauber)
- Augustin Rebetez, Noé Cauderay & Giona Bierens de Haan «Hier finden Sie, was wir suchen»,  24. März bis 23. Juni 2013
- Balades avec le Minotaure,  6. Dezember 2013 bis 9. März 2014
- Le labyrinthe poétique d’Armand Schulthess,  30. März bis 3. August 2014
- The Hidden World – Jim Shaw Didactic Art Collection with Jean-Frédéric Schnyder & Friedrich Dürrenmatt,  24. August bis 7. Dezember 2014
- Friedrich Dürrenmatt in Neuenburg,  19. April bis 6. September 2015
- Kabinettausstellung «Friedrich Dürrenmatt. Dramaturgischer Zeichner» im Musée d’Art et d’Histoire de Neuchâtel,  9. Juni bis 6. September 2015 (extra muros)
- Sebastien Verdon – Ciels,  20. September 2015 bis 28. Februar 2016
- Accrochage «Sur les traces de Romulus le Grand» im Théâtre du Passage Neuenburg,  1. Dezember 2015 bis 15. Januar 2016 (extra muros)
- Accrochage «Friedrich Dürrenmatt – Collagen, Karikaturen, Minotaurus. Eine Ballade»,  11. März bis 29. Mai 2016
- Installation de Ruben Pensa au CDN im Rahmen der Ausstellung «Land Art Neuchâtel 2016» des Botanischen Gartens,  22. Mai bis 8. Oktober 2016
- Ionesco – Dürrenmatt. Malerei und Theater,  12. Juni bis 11. September 2016
- Jean-Christophe Norman – Stoffe,  2. Oktober 2016 bis 26. Februar 2017
- Friedrich Dürrenmatt – Phantasie der Wissenschaften,  2. April bis 10. September 2017
- Uovo,  16. September 2017 bis 15. April 2018 (Skulptur von Marc Reist und Eierkarikaturen von Friedrich Dürrenmatt)
- Gottes Narren,  1. Oktober 2017 bis 14. Januar 2018
- Friedrich und Ruth Dürrenmatt – Wie der Vater, so die Tochter?,  4. Februar bis 22. April 2018
- «Bildergeschichte» und «In Dürrenmatts Weise»,  4. Februar bis 22. April 2018
- Friedrich Dürrenmatt – 1968. Studentenbewegung, Basler Theater, Prager Frühling,  6. Mai bis 9. September 2018
- Jean-Pierre Zaugg – Arte Facta,  22. September bis 2. Dezember 2018
- Kokoschka – Dürrenmatt: Der Mythos als Gleichnis,  16. Dezember 2018 bis 31. März 2019
- Helvetismen – Sprachspezialitäten,  14. April 2019 bis 21. Juli 2019 (zudem Wanderausstellung von Ende 2019 bis Ende 2021 in verschiedenen Institutionen der ganzen Schweiz)
- Martin Disler – Vergessene Rituale,  1. August 2019 bis 20. Oktober 2019
- Friedrich Dürrenmatt – Das grosse Festmahl,  2. November 2019 bis 2. August 2020

## Vergangene Konzerte
| - Léon Francioli - Joëlle Léandre - Fritz Hauser - Franziska Baumann - Pierre Favre - Lauren Newton - Urs Leimgruber - Frances-Marie Uitti - Delphine Bardin - Alice Der-Kevorkian - Aki Takase - Alexander von Schlippenbach - Marilyn Crispell - Pauline Oliveros - Jacques Demierre - Mireille Bellenot - Claude Berset - Lucien Dubuis - Roman Nowka | - Lionel Friedli - Jonas Kocher - Benoît Moreau - Anna Trauffer - Niklaus Luginbühl - Walther Fähndrich - Sylvie Courvoisier - Hildegard Kleeb - Martin Schütz - Fredy Studer - Paul Lovens - Christy Doran - Katharina Weber - Béatrice Graf - Samuel Blaser - Colin Vallon - Nouvel Ensemble Contemporain - Daniel Humair |